# Heinhaituanjärvi
Heinhaituanjärvi är en sjö i kommunen Gustav Adolfs i landskapet Päijänne-Tavastland i Finland. Sjön ligger 97,9 meter över havet. Arean är 58 hektar och strandlinjen är 5,18 kilometer lång. Sjön  ingår i Kymmene älvs huvudavrinningsområde.   Den ligger omkring 79 km norr om Lahtis och omkring 180 km norr om Helsingfors. 